# Liste von Zwischenfällen mit der Avro York
Die Liste von Zwischenfällen mit der Avro York zeigt eine Übersicht über Zwischenfälle mit Todesfolge oder Totalschaden von Flugzeugen des Typs Avro York.
Von 1945 bis zu den letzten Flügen im Jahr 1964 kam es zu 87 Totalverlusten von Avro York. Bei 259 gebauten Maschinen ist dies eine Verlustrate von 33,6 %, ein für Friedenszeiten bei Transportflugzeugen extrem hoher Prozentsatz von Totalschäden. Bei 28 der Unfälle kamen 242 Menschen ums Leben. Vollständige Liste:

## 1940er-Jahre
- Am 17. Oktober 1945 platzte an einer Avro York C.1 der Royal Air Force (Luftfahrzeugkennzeichen MW161) während des Starts vom Militärflugplatz RAF Riccall (England) ein Reifen. Die Piloten kehrten zurück und machten eine geplante Bauchlandung, wobei das Flugzeug allerdings irreparabel beschädigt wurde. Alle Insassen überlebten den Unfall. Dies war der erste Totalverlust einer Avro York.[2][3]

- Am 3. November 1945 brach bei einer Avro York C.1 der Royal Air Force (MW120) während der Landung auf dem Flughafen Colombo-Ratmalana (Ceylon) das Fahrwerk zusammen. Die Maschine schlitterte von der Landebahn und wurde irreparabel beschädigt. Alle Insassen, Besatzungsmitglieder und Passagiere, überlebten den Unfall.[4][5]

- Am 29. Dezember 1945 stürzte eine Avro York C.1 der Royal Air Force (MW134) bei dem Versuch ab, mit nur 3 laufenden Triebwerken durchzustarten. Die Maschine drehte seitlich weg, es kam zum Kontrollverlust und sie stürzte 3 Kilometer vom Startflugplatz RAF Holmsley South bei Bashley (Großbritannien) ab. Eines der Besatzungsmitglieder wurde getötet.[6]

- Am 11. April 1946 überrollte eine York C.1 der Royal Air Force (MW252) das Landebahnende auf der Luftwaffenbasis RAF Woodbridge (Großbritannien) und raste in Bäume. Von den 6 Insassen kam ein Besatzungsmitglied ums Leben, das andere und die 4 Passagiere überlebten.[7]

- Ebenfalls am 11. April 1946 brach bei einer anderen Avro York C.1 der Royal Air Force (MW180) während der Landung auf der RAF Station Lyneham (Wiltshire) das Fahrwerk zusammen. Alle Insassen überlebten. Das Flugzeug wurde irreparabel beschädigt.[8]

- Am 28. April 1946 setzte eine Avro York C.1 der Royal Air Force (MW256) bei der Landung am Militärflugplatz RAF Valley (Wales) vor der Landebahn auf und kollidierte mit einer Sanddüne. Dabei brach das Fahrwerk zusammen. Alle Insassen, Besatzungsmitglieder und Passagiere, überlebten den Unfall. Das Flugzeug wurde irreparabel beschädigt.[9][10]

- Am 23. Mai 1946 brach an einer Avro York C.1 der Royal Air Force (MW191) bei einer sehr harten Landung auf dem Militärflugplatz Karachi-Mauripur (Britisch-Indien, heute Pakistan) das Fahrwerk zusammen. Alle Insassen, Besatzungsmitglieder und Passagiere, überlebten den Unfall. Das Flugzeug wurde irreparabel beschädigt.[11][12]

- Am 28. Mai 1946 fielen an einer Avro York C.1 der Royal Air Force (MW250) bei der Landung auf dem Militärflugplatz RAF Stradishall (Großbritannien) die Bremsen aus. Die Maschine überrollte das Landebahnende und kreuzte einen Graben, wodurch das Fahrwerk zusammenbrach. Alle Insassen, Besatzungsmitglieder und Passagiere, überlebten den Unfall. Das Flugzeug wurde irreparabel beschädigt.[13][14]

- Am 7. September 1946 stürzte eine York der British South American Airways (BSAA) (G-AHEW) auf dem Flug nach Natal (Brasilien) kurz nach dem Start drei km südlich des Flughafens Bathurst, Gambia ab und explodierte. Alle 24 Menschen an Bord kamen ums Leben (siehe auch Flugunfall einer Avro 685 York in Gambia 1946).[15]

- Am 9. September 1946 kollidierte eine Avro York C.1 der Royal Air Force (MW184) bei einer nächtlichen Landung auf dem Militärflugplatz RAF Holmsley South (Großbritannien) mit einem Pony. Alle Insassen, Besatzungsmitglieder und Passagiere, überlebten den Unfall. Das Flugzeug wurde irreparabel beschädigt.[16][17]

- Am 6. Oktober 1946 stürzte eine York C.1 der Royal Air Force (MW125) etwa 160 Kilometer westlich des Zielflughafens Flughafen Penang (Malaysia) ins Meer. Die Maschine kam vom Flughafen Kalkutta-Dum Dum. Alle 21 Insassen, 6 Besatzungsmitglieder und 15 Passagiere, kamen ums Leben.[18]

- Am 20. Oktober 1946 kam es bei einer York C.1 der Royal Air Force (MW208) beim Start vom Flughafen Kalkutta-Dum Dum (Indien) zu einem Ausfall des Triebwerks Nr. 2. Die Maschine konnte nicht mehr steigen und stürzte ab. Von den 15 Insassen kamen 3 Passagiere ums Leben.[19]

- Am 3. November 1946 wurde bei einer Avro York C.1 der Royal Air Force (MW225) während des Starts vom Flughafen Delhi-Palam (Indien) das Fahrwerk vorzeitig eingefahren und verklemmte sich. Bei der Rückkehr wurde eine geplante Bauchlandung durchgeführt. Dabei wurde das Flugzeug irreparabel beschädigt. Alle Insassen, Besatzungsmitglieder und Passagiere, überlebten den Unfall.[20][21]

- Am 20. November 1946 wurde eine York C.1 der Royal Air Force (MW205) 64 Kilometer südlich von Sues (Ägypten) in hügeliges Gelände geflogen. Bei diesem CFIT, Controlled flight into terrain, wurden 6 Insassen getötet.[22]

- Am 28. November 1946 verloren die Piloten einer Avro York C.1 der Royal Air Force (MW168) beim Start von der Luftwaffenbasis RAF Brize Norton (Großbritannien) die Richtungskontrolle. Das Flugzeug prallte gegen einen Eisenbahndamm, woraufhin das Fahrwerk zusammenbrach. Alle Insassen überlebten den Unfall. Die Maschine wurde irreparabel beschädigt.[23]

- Am 2. Dezember 1946 setzte eine Avro York C.1 der Royal Air Force (MW268) am Flughafen Malta-Luqa vor der Landebahn auf und wurde irreparabel beschädigt. Alle Insassen überlebten.[24]

- Am 19. Dezember 1946 fing eine Avro York C.1 der Royal Air Force (MW241) auf der Luftwaffenbasis RAF Honington (Großbritannien) Feuer, als die Treibstofftanks entwässert wurden. Das Flugzeug wurde zerstört.[25]

- Am 23. Dezember 1946 kollidierte eine aus Natal (Brasilien) kommende Avro York der argentinischen Flota Aérea Mercante Argentina (FAMA) (LV-XIG) im Anflug auf den Flughafen Rio de Janeiro-Santos Dumont, Rio de Janeiro, Brasilien, mit dem 990 Meter hohen Berg Pico de Papagaio. Alle 21 Insassen wurden getötet.[26]

- Am 16. Januar 1947 war an einer Avro York C.1 der Royal Air Force (MW228) bei der Landung auf dem Militärflugplatz RAF Oakington (Großbritannien) das Fahrwerk erst teilweise ausgefahren. Daraufhin brach es beim Aufsetzen zusammen.  Das Flugzeug wurde irreparabel beschädigt. Alle Insassen, Besatzungsmitglieder und Passagiere, überlebten den Unfall.[27][28]

- Am 11. Februar 1947 brach an einer Avro York C.1 der Royal Air Force (MW242) bei einer harten Landung auf dem Militärflugplatz RAF Waterbeach (Vereinigtes Königreich) das Fahrwerk zusammen. Das Flugzeug wurde irreparabel beschädigt. Alle Insassen, Besatzungsmitglieder und Passagiere, überlebten den Unfall.[29][30]

- Am 14. März 1947 ließ sich bei einer Avro York C.1 der Royal Air Force (MW202) im Anflug auf die RAF Station Lyneham (Wiltshire) das Fahrwerk nicht verriegeln. Bei der Landung brach es dann zusammen, wobei das Flugzeug irreparabel beschädigt wurde. Alle Insassen überlebten den Unfall.[31]

- Am 18. März 1947 verunglückte eine York C.1 der Royal Air Force (MW198) kurz nach dem Start von der RAF Station Negombo (heute Bandaranaike International Airport) (Ceylon). Kurz nach dem Abheben fiel ein Triebwerk aus. Die Maschine konnte die Höhe nicht halten, streifte Bäume und stürzte drei Kilometer nördlich der Luftwaffenbasis ab. Von den 15 Insassen kamen 11 ums Leben, 4 Besatzungsmitglieder und 7 Passagiere.[32]

- Am 13. April 1947 wurden bei der Bruchlandung einer Maschine der BSAA auf dem Flughafen Dakar-Yoff (G-AHEZ) in schlechter Sicht sechs Passagiere getötet, die anderen neun Insassen überlebten.[33]

- Am 24. Mai 1947 geriet eine Avro York C.1 der Royal Air Force (MW190) beim Anflug auf den Flughafen Malta-Luqa in eine Fallbö, setzte vor der Landebahn auf und wurde irreparabel beschädigt. Alle Insassen überlebten den Unfall.[34]

- Am 11. Juni 1947 vergaß die Besatzung einer Avro York C.1 der Royal Air Force (MW247), vor der Landung auf dem Militärflugplatz RAF Oakington (Großbritannien) das Fahrwerk auszufahren. Demzufolge kam es zu einer Bauchlandung. Das Flugzeug wurde irreparabel beschädigt. Alle Insassen, Besatzungsmitglieder und Passagiere, überlebten den Unfall.[35][36]

- Am 1. Juli 1947 stürzte eine Avro York C.1 der Royal Air Force (MW224) am Militärflugplatz RAF Oakington (Großbritannien) bei dem Versuch ab, mit nur 3 laufenden Triebwerken durchzustarten. Es kam zu einem Strömungsabriss und die Maschine stürzte fast senkrecht ab. Alle 5 Besatzungsmitglieder wurden getötet.[37]

- Am 16. Juli 1947 wurde eine Avro York C.1 der British Overseas Airways Corporation (BOAC) (G-AGNR) beim vierten Anflugversuch auf die Shaibah Air Base (Irak) in den Boden geflogen. Aufgrund zu schlechter Sicht am eigentlichen Ziel, dem Flughafen Basra, war die Besatzung zur Shaibah Air Base ausgewichen. Alle 6 Besatzungsmitglieder wurden getötet; die 12 Passagiere überlebten.[38]

- Am 24. Juli 1947 kollidierte eine Avro York I der argentinischen Flota Aérea Mercante Argentina (FAMA), der späteren Aerolíneas Argentinas, (LV-XIH) bei der Landung auf dem Militärflugplatz Buenos Aires-Moron (Argentinien) mit einem Lastwagen und explodierte. Dabei wurden 3 Menschen getötet, 2 der 6 Besatzungsmitglieder sowie ein Lastwagenfahrer.[39]

- Am 25. Juli 1947 überrollte eine Avro York C.1 der britischen Skyways (G-AIUP) nach einem Ausfall der Bremsen bei der Landung auf dem Flughafen London Heathrow das Landebahnende und kam rund 230 Meter dahinter in einem kleinen Fluss zum Liegen. Ursache war der Bruch eines Seilzugs nach übermäßigem Verschleiß. Alle 24 Insassen, 7 Besatzungsmitglieder und 17 Passagiere, überlebten. Das Flugzeug wurde irreparabel beschädigt.[40]

- Am 2. September 1947 entstand an einer Avro York C.1 der Royal Air Force (MW223) während der Landung auf dem Militärflugplatz RAF Dishforth (England) ein Triebwerksbrand. Das Flugzeug brannte vollständig aus. Alle Insassen, Besatzungsmitglieder und Passagiere, überlebten den Unfall.[41][42]

- Am 4. September 1947 wurde eine Avro York C.1 der britischen Royal Air Force (MW314)  auf dem Militärflugplatz RAF Habbaniya (Irak) durch ein Feuer während Wartungsarbeiten zerstört. Das Flugzeug wurde irreparabel beschädigt. Über Personenschäden ist nichts bekannt.[43][44]

- Am 30. Oktober 1947 brach an einer Avro York C.1 der Royal Air Force (MW111) beim Rollen auf der RAF Station Negombo (heute Bandaranaike International Airport) (Ceylon) das Fahrwerk zusammen. Alle Insassen, Besatzungsmitglieder und Passagiere, überlebten den Unfall. Das Flugzeug wurde nicht mehr repariert.[45][46]

- Am 5. November 1947 fielen an einer Avro York C.1 der Royal Air Force (MW207) bei der Landung auf der RAF Station Lyneham die Bremsen aus. Das Flugzeug kam von der Landebahn ab und erst an einer Hecke zum Stillstand. Alle Insassen, Besatzungsmitglieder und Passagiere, überlebten. Die Maschine wurde irreparabel beschädigt.[47]

- Am 16. November 1947 kam eine Avro York C.1 der britischen Royal Air Force (MW293) bei der Landung mit einem ausgefallenen Triebwerk auf dem Flughafen Bombay-Santa Cruz (Indien) ins Schlingern. Das Fahrwerk wurde absichtlich eingefahren und das Flugzeug kam auf dem Bauch zum Stillstand. Es wurde irreparabel beschädigt. Alle Insassen, Besatzungsmitglieder und Passagiere, überlebten den Unfall.[48][49]

- Am 17. November 1947 kam es bei einer Avro York C.1 der Royal Air Force (MW284) am Militärflugplatz RAF Dishforth (Großbritannien) während des Durchstartens mit nur drei laufenden Triebwerken zu einem Strömungsabriss. Die Maschine machte eine Bauchlandung und fing Feuer. Dennoch überlebten alle Insassen.[50]

- Am 16. Dezember 1947 fielen bei einer Avro York C.1 der Royal Air Force (MW301) nach dem Nachtstart vom Militärflugplatz RAF Abingdon (England) zwei der vier Triebwerke aus. Bei der nächtlichen Notlandung im Gelände wurde das Flugzeug zerstört. Alle Insassen überlebten den Unfall.[51][52][53]

- Am 16. Februar 1948 überrollte eine Avro York C.1 der Royal Air Force (MW182) bei der Landung auf dem Militärflugplatz RAF Hullavington (Vereinigtes Königreich) das Landebahnende, rutschte über nasses Gras und krachte in einen Graben. Das Flugzeug wurde irreparabel beschädigt. Alle Insassen, Besatzungsmitglieder und Passagiere, überlebten den Unfall.[54][55]

- Am 4. Juli 1948 stieß eine erst zwei Monate alte Douglas DC-6 der SAS Scandinavian Airlines (SE-BDA) im Flug über Großbritannien mit einer Avro York C.1 der Royal Air Force (MW248) zusammen. Beide Maschinen waren im Anflug auf den Flughafen Northolt, kollidierten gut 6 Kilometer nördlich des Flugplatzes und stürzten ab. Alle 32 Menschen an Bord der DC-6 sowie die 7 Insassen der York kamen ums Leben.[56][57][58]

- Am 27. Juli 1948 verloren die Piloten einer Avro York C.1 der Royal Air Force (MW311) beim Start auf dem Militärflugplatz RAF Abingdon (England) die Richtungskontrolle über die Maschine. Dabei brach das Fahrwerk zusammen und das Flugzeug wurde irreparabel beschädigt. Alle Insassen, Besatzungsmitglieder und Passagiere, überlebten den Unfall.[59][60][61]

- Am 11. August 1948 kam es an einer Avro York C.1 der Royal Air Force (MW259) zum Leistungsverlust an zwei Triebwerken. Es wurde eine Bauchlandung auf dem Militärflugplatz RAF Desford (Vereinigtes Königreich) durchgeführt. Die Maschine rutschte über eine Bodenwelle und brach auseinander. Sie wurde irreparabel beschädigt. Alle Insassen, Besatzungsmitglieder und Passagiere, überlebten den Unfall.[62][63]

- Am 19. September 1948 verunglückte eine Avro York C.1 der Royal Air Force (MW288) bei einem Nachtstart auf der Wunstorf RAF Station (Niedersachsen). Als sich ein Triebwerksausfall ereignete und das Frachtflugzeug von der Startbahn abkam, versuchten die Piloten, der Kollision mit einem Radar-Fahrzeug auszuweichen. Die Maschine wurde überzogen, es kam zu einem Strömungsabriss und zum Absturz bei Klein Heidorn. Das Flugzeug war für die Berliner Luftbrücke im Einsatz. Alle fünf Besatzungsmitglieder kamen ums Leben.[64][65]

- Am 23. September 1948 verunglückte eine York C.1 der Royal Air Force (MW245) beim Startabbruch auf der RAF Station Wunstorf (Deutschland). Der Kommandant fuhr das Fahrwerk ein, um die Maschine noch rechtzeitig zum Stillstand zu bringen. Alle Insassen überlebten. Das Flugzeug, das innerhalb der Berliner Luftbrücke eingesetzt war, wurde irreparabel beschädigt.[66]

- Am 10. Oktober 1948 überrollte eine Avro York C.1 der Royal Air Force (MW305) bei der Landung auf dem Flugplatz Berlin-Gatow das Landebahnende. Um ein Weiterrollen zu verhindern, wurde das Fahrwerk eingefahren, so dass es zur Bauchlandung kam. Dadurch wurde das Flugzeug irreparabel beschädigt. Alle Insassen, Besatzungsmitglieder und Passagiere, überlebten.[67][68]

- Am 10. November 1948 fiel in einer York C.1 der Royal Air Force (MW270) beim Start von der RAF Station Wunstorf der Fahrtmesser aus. Der Kommandant fuhr beim Startabbruch das Fahrwerk ein, um die Maschine noch rechtzeitig zum Stillstand zu bringen. Alle Insassen überlebten. Das Flugzeug wurde irreparabel beschädigt.[69]

- Am 2. Dezember 1948 wurde eine Avro York C.1 der Royal Air Force (MW246) auf dem Flugplatz Berlin-Gatow mit zu hoher Geschwindigkeit gelandet. Um ein Überrollen des Landebahnendes zu verhindern, leitete der Kommandant einen Ringelpiez ein, bei dem das Fahrwerk zusammenbrach. Alle Insassen, Besatzungsmitglieder und Passagiere, überlebten den Unfall. Die Maschine wurde irreparabel beschädigt.[70][71]

- Am 14. Dezember 1948 verloren die Piloten einer Avro York C.1 der Royal Air Force (MW300) beim Start vom Flugplatz Berlin-Gatow die Kontrolle über das Flugzeug, woraufhin das Fahrwerk zusammenbrach. Alle Insassen, Besatzungsmitglieder und Passagiere, überlebten. Die Maschine wurde irreparabel beschädigt.[72][73]

- Ebenfalls am 14. Dezember 1948 kam es auf dem Flugplatz Berlin-Gatow zu einem ganz ähnlichen Unfall. Die Piloten einer Avro York C.1 der Royal Air Force (MW238) verloren beim Start die Richtungskontrolle über die Maschine. Sie kam von der Startbahn ab, kippte in weichem Untergrund auf die Flugzeugnase und wurde zerstört. Alle Insassen, Besatzungsmitglieder und Passagiere, überlebten.[74][75]

- Am 5. Januar 1949 brach bei der York G-AHEX der BSAA im Steigflug ein nicht löschbarer Triebwerksbrand aus. Bei der erforderlichen Notlandung in der Caravelas Bay, Brasilien, wurden drei Passagiere getötet, die anderen zwölf Insassen überlebten (siehe auch Flugunfall einer Avro York in Brasilien 1949).[76]

- Am 1. Februar 1949 drehte eine Avro York I der British Overseas Airways Corporation (BOAC) (G-AGJD) beim Seitenwind-Start auf dem Militärflugplatz Tripolis-Castel Benito (Libyen) nach rechts weg; es wurde überkorrigiert und die Maschine stürzte ab. Alle 15 Insassen, 6 Besatzungsmitglieder und 9 Passagiere, überlebten.[77]

- Am 15. März 1949 kam es bei einer Avro York I der britischen Skyways (G-AHFI) im Anflug auf den Flugplatz Berlin-Gatow (Deutschland) zum Kontrollverlust. Die Maschine kippte über die linke Tragfläche ab und stürzte zu Boden. Alle 3 Besatzungsmitglieder kamen ums Leben.[78]

- Am 21. April 1949 platzte an einer Avro York C.1 der Royal Air Force (MW188) beim Start vom Militärflugplatz Gütersloh (Deutschland) ein Reifen. Die Piloten kehrten für eine Notlandung zurück. Dabei geriet das Flugzeug von der Landebahn ab, wobei das Fahrwerk zusammenbrach und die Maschine irreparabel beschädigt wurde. Alle Insassen überlebten den Unfall.[79]

- Am 19. Juni 1949 machte die Besatzung einer Avro York C.1 der britischen Skyways (G-ALBX) bei Neustadt (Deutschland) eine Bruchlandung im Gelände. Kurz nach dem Start war Triebwerk Nr. 4 ausgefallen, gefolgt von Nr. 3 in etwa 160 Meter Höhe. Da die Höhe nicht gehalten werden konnte, kam es zur Notlandung. Alle 3 Besatzungsmitglieder überlebten.[80]

- Am 30. Juli 1949 kam es zum Leistungsverlust in einem Triebwerk einer Avro York C.1 der Royal Air Force (MW145) während des Nachtstarts von der RAF Station Wunstorf (Deutschland). Die Richtungskontrolle ging verloren, und die Piloten fuhren das Fahrwerk ein, um die Maschine noch rechtzeitig zum Stillstand zu bringen. Das Flugzeug wurde zerstört. Alle Insassen überlebten.[81]

- Am 15. November 1949 überrollte eine Avro York C.1 der Royal Air Force (MW297) bei der Landung auf dem Flughafen Nairobi-Wilson (Kenia) das Landebahnende und schleuderte herum, wobei ein Fahrwerksbein zusammenbrach. Die Piloten hatten den Flughafen mit dem nahegelegenen Militärflugplatz Eastleigh verwechselt. Alle Insassen überlebten den Unfall. Das Flugzeug wurde irreparabel beschädigt.[82][83]

## 1950er-Jahre
- Am 2. Juni 1950 fing eine Avro York C.1 der Royal Air Force (Luftfahrzeugkennzeichen MW164) auf dem Militärflugplatz RAF Bassingbourn (England) Feuer, als beim Betanken ein von einem Starthilfewagen ausgehender Funke das Gemisch entzündete. Alle  Besatzungsmitglieder überlebten. Das Flugzeug wurde irreparabel beschädigt.[84][85]

- Am 25. Oktober 1950 wurde eine Avro York C.1 der Royal Air Force (MW102) bei der Landung auf dem Flughafen Singapur-Changi irreparabel beschädigt. Alle Insassen, Besatzungsmitglieder und Passagiere, überlebten. Dies war der letzte Totalverlust einer Avro York der Royal Air Force.[86][87]

- Am 11. März 1952 fielen bei einer Avro York Mk.I der Air Charter (Großbritannien) (G-AMGL) im Anflug auf den Flughafen Hamburg wegen Treibstoffmangels alle vier Triebwerke aus. Es wurde eine Bauchlandung im Gelände durchgeführt, bei der die Maschine irreparabel beschädigt wurde. Alle 10 Insassen, 3 Besatzungsmitglieder und 7 Passagiere, überlebten.[88]

- Am 24. August 1952 musste bei einer Avro York C.1 der Eagle Aviation (G-AGNZ) nach dem Start vom Flugplatz Berlin-Gatow (Deutschland) das Triebwerk Nr. 1 abgestellt werden. Noch während der Rückkehr zum Startflugplatz breitete sich jedoch rasch ein Feuer im Triebwerk aus, wodurch die Besatzung zu einer Notlandung in einem Feld bei Potsdam gezwungen wurde. Dabei wurde eines der drei Besatzungsmitglieder des Frachtfluges getötet.[89]

- Am 27. November 1952 sank eine Avro York Mk.I des britischen Surrey Flying Service (G-AMGM) während eines Radaranflugs auf die RAF Station Lyneham (Wiltshire) so tief unter den vorgeschriebenen Gleitpfad, dass sie mit hoher Sinkgeschwindigkeit in Bäume und einen Hügel stürzte. Beitragende Faktoren waren starke Fallböen, schlechte Sicht und Fehler der Piloten und des Radarlotsen. Das Flugzeug befand sich auf einem Überführungsflug vom Flughafen London-Stansted. Alle drei Besatzungsmitglieder überlebten.[90]

- Am 2. Februar 1953 verschwand eine Avro York der britischen Skyways (G-AHFA) im Atlantischen Ozean, etwa 500 Kilometer östlich von Neufundland (Kanada). Die Maschine war auf dem Flug von Lajes (Azoren) nach Gander. An Bord befanden sich 33 Passagiere und 6 Besatzungsmitglieder.[91]

- Am 13. April 1954 verunglückte eine Avro York C.1 der Scottish Airlines (G-AMUM) auf dem Flughafen Malta-Luqa. Der Anlasser eines der Triebwerke war defekt. Deshalb kam der Kapitän auf die glorreiche Idee, dieses Triebwerk anzulassen, indem der Propeller durch Fahrtwind beim Rollen beschleunigt werden sollte. Dies gelang tatsächlich, aber erst so kurz vor dem Ende der Startbahn, dass dieses zügig überrollt und das Flugzeug irreparabel beschädigt wurde. Alle 3 Besatzungsmitglieder überlebten das Missgeschick.[92]

- Am 26. Juni 1954 löste sich von einer Avro York C.1 der britischen Skyways (G-AGNY) während des Fluges vom Flughafen Hamburg nach Berlin das Triebwerk Nr. 1. Es kam zum Kontrollverlust; die Maschine stürzte bei Kyritz (DDR) zu Boden. Alle 3 Besatzungsmitglieder kamen ums Leben.[93]

- Am 22. September 1954 driftete eine Avro York C.1 der Scottish Airlines (G-ANRC) beim Seitenwind-Start auf dem Flughafen Stansted (UK) nach links weg; es wurde überkorrigiert und die Maschine schwang nach rechts, wobei das Fahrwerk zusammenbrach. Ein Feuer brach aus und zerstörte das Flugzeug. Alle 49 Insassen, 5 Besatzungsmitglieder und 44 Passagiere, überlebten.[94]

- Am 11. April 1955 verunglückte eine Avro York C.1 der kanadischen Associated Airways (CF-HMZ) beim Start mit acht Tonnen Fracht vom Flughafen Yellowknife (Nordwest-Territorien). Die beiden Piloten überlebten den Unfall, das Flugzeug wurde zerstört.[95]

- Am 12. April 1955 kollidierte eine Avro York C.1 der kanadischen Arctic Wings (CF-HMX) am Hall Lake (Nordwest-Territorien) mit einem Schneewall und wurde irreparabel beschädigt. Alle Insassen überlebten.[96]

- Am 26. Mai 1955 kollidierte eine Avro York C.1 der kanadischen Associated Airways (CF-HMY) nach dem Abheben vom Edmonton Municipal Airport (Alberta) mit einem Hindernis, stürzte ab und fing Feuer. Die beiden Besatzungsmitglieder wurden getötet. Unter den herrschenden Wetterverhältnissen wäre ein sicherer Start nicht möglich gewesen. Allerdings hatte die Fluggesellschaft die Piloten weder mit für die Berechnung notwendigen Unterlagen versehen noch die Piloten auf ihre Eignung überprüft. Auch die kanadische Aufsichtsbehörde hatte ohne Überprüfungen das Flugzeug und den Kapitän mit den notwendigen Genehmigungen ausgestattet.[97][98]

- Am 14. September 1955 verlor bei einer Avro York C.1 der iranischen Persian Air Services (EP-ADA) kurz nach dem Start vom Flughafen Abadan (Iran) zunächst das Triebwerk 3 (rechts innen) an Leistung, als die Maschine eine Höhe von rund 150 Meter erreicht hatte. Kurz darauf begann das Triebwerk 4 (rechts außen) stark zu stottern. Es wurde eine Notlandung auf irakischem Gebiet durchgeführt, etwa 20 Kilometer südlich des Startflughafens. Alle 13 Insassen, 4 Besatzungsmitglieder und 9 Passagiere, überlebten die Notlandung.[99]

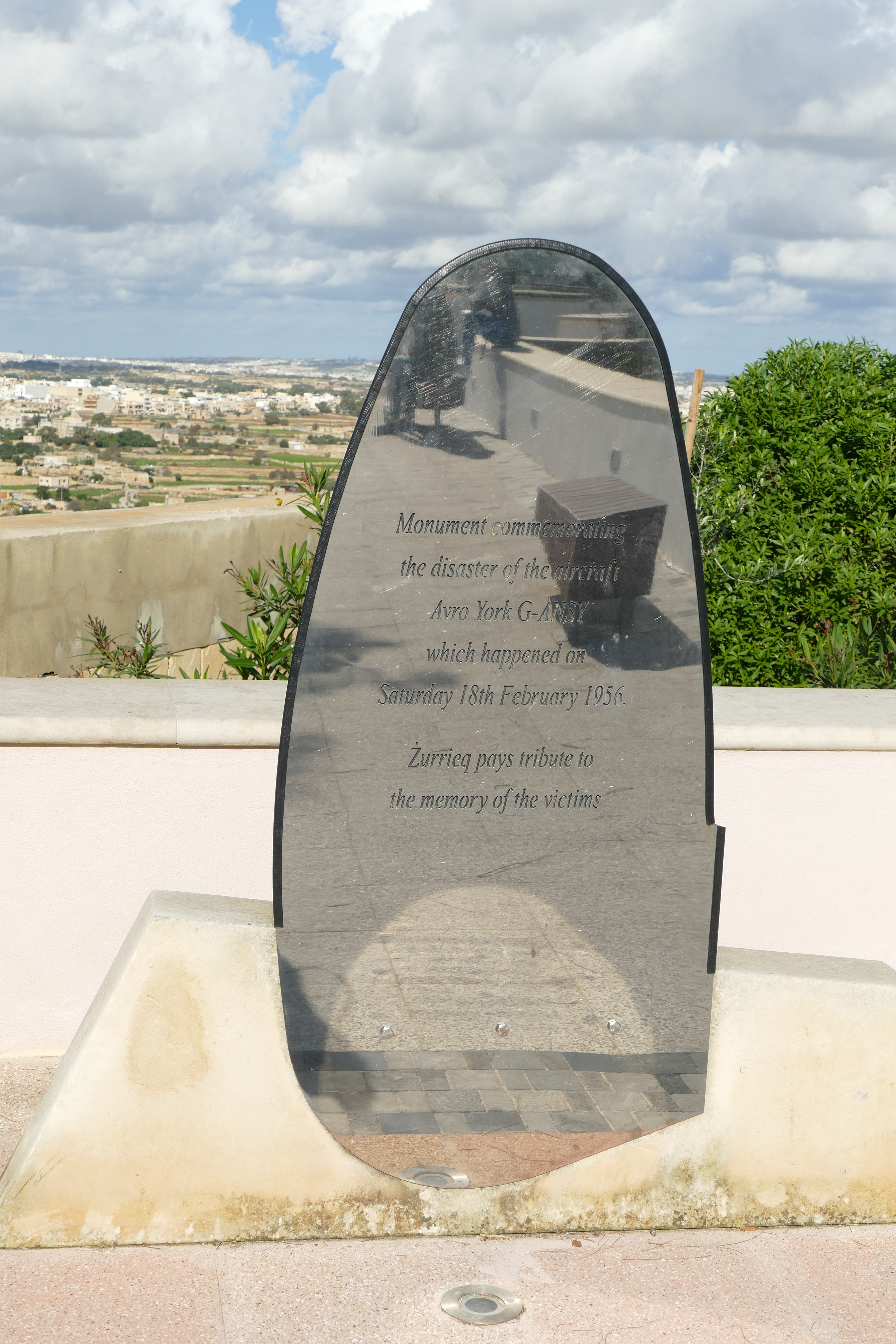
Gedenktafel an den Absturz der Avro York 1956 in Malta

- Am 29. September 1955 wurde eine Avro York C.1 der kanadischen Associated Airways (CF-HMV) auf einem See in den (Nordwest-Territorien) notgewassert, etwa 180 Kilometer nördlich von Beaverlodge (Saskatchewan), da der Treibstoffvorrat zu Ende gegangen war. Das Flugzeug versank jedoch nur teilweise im Wasser, so dass die beiden Piloten sich zunächst auf eine Tragfläche retten konnten. Sie hatten allerdings keinen Zugang zu Notausrüstung oder Lebensmitteln. Der Kapitän starb nach zwei Tagen, der Erste Offizier überlebte.[100]

- Am 24. Januar 1956 brach an einer Avro York C.1 der kanadischen Maritime Central Airways (CF-HMU) bei der Landung auf dem Flughafen Fort Chimo (Quebec) das rechte Hauptfahrwerk zusammen. Alle Insassen überlebten. Das Flugzeug wurde irreparabel beschädigt.[101]

- Am 18. Februar 1956 stürzte die York mit dem Kennzeichen G-ANSY der Scottish Airlines kurz nach dem Start vom Flughafen Malta nach einem Triebwerksschaden ab. Alle 50 Personen an Bord kamen ums Leben. Es war der Unfall einer Avro York mit den meisten Todesopfern.[102]

- Am 22. April 1956 wurde eine Avro York C.1 der British Overseas Airways Corporation (BOAC) (G-AGNS) auf dem Tripoli Idris International Airport (Libyen) am Boden irreparabel beschädigt. Alle Insassen überlebten.[103]

- Am 30. April 1956 geriet eine nach Malta startende Avro York C.1 der Scottish Airlines (G-AMUL) bei einem Startabbruch auf dem Flughafen Stansted (UK) von der Startbahn ab und überquerte einen Graben, wobei das Fahrwerk zusammenbrach. Von den 54 Insassen kamen 2 Passagiere ums Leben; alle 5 Besatzungsmitglieder und 47 Passagiere überlebten. Das Flugzeug wurde irreparabel beschädigt.[104]

- Am 13. September 1956 geriet eine Avro York C.1 der Transair (Kanada) (CF-HFQ) bei der Landung auf dem Flughafen Hall Beach (Nordwest-Territorien) von der Landebahn ab und wurde irreparabel beschädigt. Alle Insassen des Frachtfluges überlebten.[105]

- Am 17. September 1956 explodierte in einer Avro York C.1 der iranischen Persian Air Services (EP-ADB) während der Durchführung von Wartungsarbeiten auf dem Flughafen London-Stansted ein Treibstofftank. Die Maschine wurde zerstört. Es kamen keine Personen ums Leben.[106]

- Am 26. September 1956 verunglückte eine Avro York C.1 der kanadischen Maritime Central Airways (CF-HMW) 28 Kilometer nordwestlich des Zielflughafens Fort Chimo (Quebec). Die Maschine befand sich auf dem Rückflug vom Flughafen Frobisher Bay. Von den 3 Besatzungsmitgliedern des Frachtflugs kamen 2 ums Leben. Das Wrack der Maschine ist heute noch auf Google Earth zu sehen (Koordinaten 58° 18' 07 N, 68°42' 44 W).[107]

- Am 8. Januar 1957 musste mit einer Avro York C.1 der Transair (Kanada) (CF-HIQ) am Ufer der Hudson Bay 33 Kilometer südlich des Flughafens Rankin Inlet (Nordwest-Territorien) notgelandet werden. Alle drei Besatzungsmitglieder des Frachtfluges überlebten. Die Maschine wurde zum Totalschaden.[108]

- Am 24. Juni 1957 überrollte eine Avro York C.1 der Pacific Western Airlines (CF-HFP) bei der Landung in Cape Parry (Nordwest-Territorien) das Landebahnende und wurde irreparabel beschädigt. Die beiden Piloten, einzige Insassen auf dem Frachtflug, überlebten.[109]

- Am 23. Dezember 1957 kollidierte eine aus Malta kommende Avro York C.1 der Scottish Airlines (G-AMUN) beim dritten Anflug auf den Flughafen London-Stansted (UK) 1200 Meter vor der Landebahn mit einem Baum, stürzte ab und fing Feuer. Alle 4 Besatzungsmitglieder kamen ums Leben.[110]

- Am 20. Mai 1958 setzte eine Avro York C.1 der britischen Dan-Air (G-AMUT) bei der Landung auf dem Flughafen Malta spät auf und überrollte das Landebahnende. Um das Flugzeug zum Stehen zu bringen, wurde das Fahrwerk eingefahren. Die Maschine kollidierte mit einer Mauer und wurde irreparabel beschädigt. Alle drei Besatzungsmitglieder des Frachtflugs überlebten.[111]

- Am 25. Mai 1958 führte die Besatzung der York C.1 der britischen Dan-Air (G-AMUV) auf dem Flug von Karachi nach Delhi wegen eines brennenden Triebwerks nahe Gurgaon (Indien) eine Notlandung durch. Im unebenen Gelände zerbrach die Frachtmaschine, und vier der fünf Besatzungsmitglieder kamen ums Leben.[112]

- Am 29. September 1958 verschwand eine Avro York der Middle East Airlines (MEA) (OD-ADB) auf einem Frachtflug vom Flughafen Beirut nach Rom-Ciampino spurlos über dem Mittelmeer. Alle fünf Besatzungsmitglieder werden seither vermisst.[113]

- Am 15. Juli 1959 verunglückte eine Avro York C.1 der iranischen Persian Air Services (EP-ADE) nahe dem Flughafen Kuwait. An der Maschine entstand Totalschaden. Nähere Einzelheiten sind nicht bekannt.[114]

## 1960er-Jahre
- Am 27. Mai 1960 verunglückte eine Avro York C.1 der Air Liban (Luftfahrzeugkennzeichen OD-ACD) beim Start vom Flughafen Teheran-Mehrabad (Iran). Alle Insassen überlebten. Am Flugzeug entstand Totalschaden. Nähere Einzelheiten sind nicht bekannt.[115]

- Am 24. Mai 1961 platzte an einer Avro York C.I der libanesischen Trans Mediterranean Airways (TMA) (OD-ACO) beim Start vom Flugplatz Azaiba (Oman) der linke Reifen. Die Piloten kehrten für eine Notlandung zurück. Dabei geriet das Flugzeug von der Landebahn ab, wobei das Fahrwerk zusammenbrach und die Maschine irreparabel beschädigt wurde. Alle Insassen überlebten den Unfall.[116]

- Am 6. April 1962 kam es auf einem Frachtflug der Kuwait Airways bei einer Avro York C.1 aufgrund einer Fehlfunktion des Fahrwerks zu einer Bruchlandung auf dem Flughafen Lahore. Die Maschine (OD-ACN) war von Trans Mediterranean Airways (TMA) gemietet. Alle drei Besatzungsmitglieder überlebten; das Flugzeug war schrottreif.[117]

- Am 11. September 1962 wurde eine Avro York Mk.I der Trans Mediterranean Airways (TMA) (OD-ADA) bei einem Landeunfall auf dem Flugplatz Azaiba (Oman) irreparabel beschädigt. Alle drei Besatzungsmitglieder überlebten den Unfall.[118]

- Am 15. März 1963 flog eine York C.1 der libanesischen Trans Mediterranean Airways (OD-ACZ) zehn Minuten nach dem Start 26 Kilometer westlich des Flughafens Teheran-Mehrabad bei gutem Wetter ins Gebirge. Wahrscheinlich wurde durch den als dritter Pilot anwesenden Prüfkapitän ein Triebwerksausfall von Motor Nr. 4 simuliert, gefolgt vom tatsächlichen Ausfall des Triebwerks Nr. 3. Ein rechtzeitiger Wiederstart des intakten Triebwerks Nr. 4 fand offenbar nicht statt. Alle vier Besatzungsmitglieder der Frachtmaschine kamen ums Leben. Dies war der letzte Unfall einer Avro York vor dem Betriebsende im Jahr 1964.[119][120]